# Juan de la Pole, II duque de Suffolk

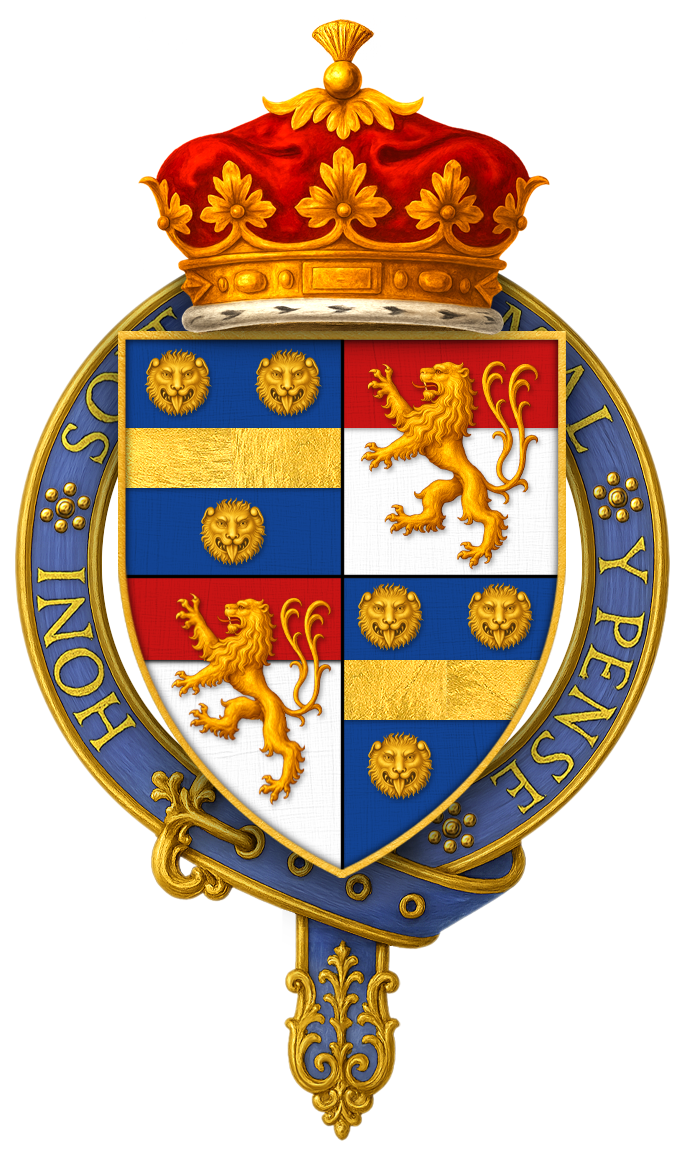
Escudo de Armas de Sir John de la Pole, II duque de Suffolk

John de la Pole, II duque de Suffolk, KG (27 de septiembre de 1442– 14~21 de mayo de 1492) fue un importante magnate en la Inglaterra del siglo XV. Era hijo de William de la Pole, Duque de Suffolk, y Alice Chaucer, hija de Thomas Chaucer (lo que convierte a John en bisnieto del poeta Geoffrey Chaucer). Su juventud se vio truncada, en 1450, por la caída política y muerte subsiguiente de su padre, que había sido un favorito del rey, Enrique VI, pero del que la nobleza recelaba cada vez más. Pese a que el primer duque de Suffolk se había hecho rico a través del comercio y –particularmente- de las concesiones reales, esta fuente de ingresos se secó tras su muerte, así que a su ascensión en 1463 John de la Pole figuraba entre los duques ingleses más pobres. Dicha circunstancia afectaba profundamente a John, quien en más de una ocasión rechazó venir a Londres porque su pobreza era tal que no podía afrontar los costes de mantener un séquito.
En su juventud, John de la Pole se casó dos veces; su primer matrimonio fue anulado, pero su segundo matrimonio, con Elizabeth de York, le hizo cuñado de dos reyes, Eduardo IV y Ricardo III. Tuvieron once niños, del que John, el mayor, sería finalmente nombrado heredero de Ricardo III en 1484 y moriría luchando por la causa yorkista. John de la Pole, no obstante, consiguió mantenerse limpio de implicaciones en los tumultuosos acontecimientos de las Guerras de las Rosas. Pese a estar políticamente alineado con la Casa de York, en virtud de su matrimonio, evitó participar en las batallas de los años 1450, no tomando las armas hasta que Eduardo IV reclamó el trono. De la Pole parece haber gastado mucho de este periodo, de hecho, contendiendo con sus vecinos de Anglia Oriental, la familia Paston sobre una herencia– incluso interfiriendo en elecciones parlamentarias.
Suffolk no recibió grandes concesiones de Eduardo IV, pese a que le dio su apoyo cuando fue necesario, y cuando Edward perdió su trono en 1470, Suffolk no contó con la confianza de los Lancastrianos. Suffolk luchó por Eduardo en Barnet y Tewkesbury pero no se unió a su círculo privado durante su segundo reinado. Parece para haber aceptado la usurpación de Ricardo III en 1483, pero, a diferencia de su hijo, no estaba presente en la derrota de Ricardo III en Bosworth dos años más tarde. Enrique VIIIno parece haber tenido en cuenta la traición de los hijos de Suffolk, e incluso parece haberles protegido. John de la Pole murió en 1492 y fue enterrado en Wingfield Church, Suffolk.

## Juventud
John de la Pole nació el 27 de septiembre de 1442, heredero e hijo único de Guillermo de la Pole, duque de Suffolk, y Alice Chaucer, nieta del poeta Geoffrey Chaucer. John tenía solamente siete años cuando el 7 de febrero de 1450, se casó con Lady Margarita Beaufort de seis años, aunque la dispensa papal para el matrimonio no fue firmada hasta el 18 de agosto de 1450.
El condado de Suffolk, dice el historiador Michael Hicks, no estaba «particularmente bien dotado», probablemente alcanzando apenas los £666 de ingresos cualificados para ese rango. Su madre, no obstante, poseía propiedades sustanciales por derecho propio, de su padre, Lord Thomas Chaucer. Además, como se trataba del tercer matrimonio de Alice, conservaba grandes dotes de sus anteriores maridos, el segundo de los cuales había sido Thomas Montagu, conde de Salisbury.

Armas de De la Polo: Azure, un fess entre las caras de tres leopardo o

El padre de John mejoró la posición de la familia al explotar el favor del Rey, Enrique VI, del que era un importante consejero en los años 1440. Ya conde de Suffolk, el padre de John fue elevado a marqués (en 1444) y luego a duque de Suffolk (1448), y con estos títulos recibía importantes concesiones de la corona. Además, el hecho de que su padre hubiera recibido la guardianía de Margaret Beaufort del rey permitió que contrajese matrimonio con ella mientras ambos aún eran niños y pese a su consanguinidad. Contemporáneos afirman que el matrimonio con la hija de John Beaufort, duque de Somerset (primo del rey, entonces sin hijos) tenía el objeto de hacer de John de la Pole un heredero eventual a la corona; esto ha sido considerado improbable por historiadores modernos, que han señalado en indicaciones que el Rey apoyaba a Guillermo en dichos planes. Ha sido sugerido que el matrimonio fue el resultado directo de las dificultades políticas de Guillermo durante el parlamento de 1450-1.

### Caída del padre
Cualquier plan que su padre tuviera para Juan fue abruptamente trastornado en 1450 cuándo Suffolk recibió el proceso de destitución del parlamento por la pérdida de Normandía en la Guerra de los Cien Años. Suffolk fue exiliado, pero nunca alcanzó el continente ya que fue asesinado por marineros en el Canal poco después de su partida.
Como Suffolk nunca fue formalmente condenado, no fue embargado, pero las concesiones reales que constituían el soporte de John de la Pole revirtieron a la corona. Y a pesar de que John heredó su padre el ducado de Suffolk, había perdido los numerosos cargos desempeñados por él, como ser Condestable de Wallingford Castle. Además, como su madre conservaba aún un tercio de las tierras de su padre como dote, sus expectativas del ducado podrían haber sido incluso menores. Sus ingresos han sido estimados en menos de £280 por annum, lo cual era menos del mínimo requerido para un conde, mucho menos un duque.
John de la Pole no llegó a la mayoría de edad hasta 1463. Como tal, en 1450 su guardianía fue entregada a la corona, y la custodia de sus propiedades concedida a otros por el rey. Su matrimonio con Margaret Beaufort fue anulado, en febrero de 1453. Un biógrafo reciente de su hijo (el más tarde rey Enrique VII) les ha descrito como estando casados "sólo nominalmente", y en otro lugar como "una medida apresurada destinada a no durar".

## Primeros años
John de la Pole comenzó a ser incluido en comisiones alrededor de 1457. Una de estas, a Oxfordshire en julio de 1457, era para suprimir "congregaciones y reuniones ilícitas contra el rey"; como solo tenía quince años, esta fue probablemente una posición simbólica. En algún momento antes de febrero de 1458, en un acuerdo arreglado, parece que por su madre, John se casó con Isabel, la segunda hija superviviente de Richard de York y Cecilia, née Neville. El matrimonio tuvo lugar en una época políticamente turbulenta. La Primera Batalla de St. Albans había tenido lugar menos de tres años antes, y el rey intentaba lograr la paz entre York y sus aliados (que habían ganado la batalla) y las familias de aquellos lores que habían muerto allí. York después de todo había sido un enemigo amargo del padre de John—de hecho, había sido principalmente gracias a York que el proceso de destitución contra Suffolk fuera promovido en 1450.

### Matrimonio
El único biógrafo reciente de la Pole ha sugerido que, «pese a no ser de gran importancia, el joven John de la Pole era también un buen partido para un magnate que deseara riqueza y dignidad para una hija». Con ella, Elizabeth proporcionó una dote de unas £1533. Esto no haría rico a Suffolk. No solo no era demasiado comparado con otras dotes de la época, sino que York, cuyos salarios por sus varios cargos estaban casi siempre en arrears, a menudo no podría cumplir los plazos. York había prometido pagos en avales a Alice a lo largo de cuatro años, en el caso de que su hija no muriera entretanto.

### Asuntos en Anglia Oriental y disputa con los Pastons
Mucha de la actividad de Suffolk en la política de Anglia Oriental fue realizada a instancias de su madre madre, Alice, y pasaría tanto tiempo en su mansión de Ewelme como en sus otras propiedades. Suffolk jugó una función prominente en Comisiones de la Paz en Norfolk y Suffolk, y estas se convertirían en una posición permanente desde 1464. En al menos dos ocasiones, Suffolk intentó influir en  el resultado de las elecciones parlamentarias locales y el nombramiento de sheriff de condado. Además, fue justicia de paz en Berkshire y Oxfordshire a finales de los años 1460. Estuvo implicado en algunos de los episodios más polémicos de la sociedad de Anglia Oriental de la época, por ejemplo, intentando comprar parte de la por entonces infame herencia Falstof en 1461. Esta es otra ocasión en la que de hecho podemos ver a su madre guiando su mano, ya que se sabe que ella recabó apoyos en favor del conde, e incluso Margaret Paston creía que estaba personalmente detrás de los ataques. Ambos estuvieron implicados en una severa disputa con los Paston a raíz de la herencia Fastolf. El duque inició también otras discutidas (y en algunos casos ilegales) reclamaciones a otras propiedades en la región en la década siguiente, y en 1465, un grupo de sus partidarios destruyó la casa solariega de Hellesdon en Norfolk, saqueando su iglesia. Por estas y otras ilegalidades alegadas por sus contemporáneos, Suffolk escapó del castigo, probablemente debido a sus conexiones reales. Por otro lado, nunca fue capaz de utilizar tales conexiones en su ventaja y persuadir el rey para interceder en ninguna de las disputas en nombre del duque.

## Guerras de las Rosas
A pesar de que el rey Enrique indudablemente intentaba mantener a los adversarios políticos juntos, el matrimonio de John con Elizabeth de York pudo haber tenido la indeseada consecuencia de ligar a Suffolk con la futura oposición yorkista a Enrique. Y, cuando Hicks dice, Suffolk "una vez más se jugó el futuro de su Casa" al implicarse en la política nacional. Al año siguiente de su boda, la oposición política de York hacia Enrique se había convertido en una campaña armada. Tras su derrota en el Puente de Ludford en octubre de 1459, el cuñado de Suffolk y sus aliados habían sido obligados al exilio y desposeídos en el parlamento de Coventry. Suffolk no parece haber tomado parte en la campaña militar de York, pero según un cronista contemporáneo, en el mismo parlamento, Suffolk fue desposeído de su ducado y reducido al título de conde, al estar casado con una hija de York. Los registros oficiales continúan refiriéndose a John como duque, y de todas formas, al ser estrictamente un menor, y no en posesión oficial de ninguno de sus títulos, esto puede no haber sido cierto. O, si sucedió, pudo haber sido por su incapacidad fiscal para mantener el estatus de un duque.
En 1460, el último año de dominio lancastriano, John fue nombrado justicia de paz, pero esto no bastó para impedirle tomar el bando yorkista, ahora bajo el control del hijo del fallecido duque de York, Eduardo, Conde de la Marca. John parece haberse considerado a sus dieciocho años como una fuerza potencial en política inglesa, y a finales de los años 1450 parece haber evitado deliberadamente intimar con cualquiera de las facciones. Sin embargo, a comienzos de 1461 Suffolk había tomado la opción yorkista firmemente. Luchó junto al Conde de Warwick, en la segunda batalla de St. Albans en febrero de 1461, y en la Batalla de Towton en marzo, que resultó en una derrota aplastante para el ejército Lancastriano. A raíz de esta victoria, el primo de Suffolk, Eduardo, fue proclamado rey como Eduardo IV de Inglaterra, y Suffolk actuó como Lord Mayordomo en la coronación.

## Carrera posterior

### Bajo Eduardo IV
Una de las primeras comisiones de Juan de la Pole bajo el nuevo régimen fue acompañar a Eduardo a su campaña contra los escoceses en el invierno 1462, aunque regresó a Norwich a comienzos del año siguiente. Suffolk también asistió al entierro del tío y los primos del rey, Ricardo de Salisbury y su hijo Thomas en Bisham Priory en 1463. Poco después, el ducado de Suffolk fue confirmado por el rey por una patente real fechada el 23 de marzo. De hecho tomó posesión de sus propiedades seis meses antes de alcanzar la mayoría de edad y fue absuelto de tener que probar su edad según la costumbre legal. En 1465, el rey concedió a Suffolk una anualidad de 100 marcos (casi £67) al año, aunque esto sería solo durante la vida de su esposa, hermana del rey. Pudo haber sido solo una compensación por las tierras perdidas por la necesidad de Eduardo de dotar a su reina con propiedades. Dos años más tarde, en una clara señal del favor real, su primogénito John fue creado Conde de Lincoln. Suffolk recuperó los cargos de su padre de Wallingford y Chiltern, con una retribución de £40 anuales. En 1467, actuó comofeoffee para su cuñada (la hermana del Rey), Ana de York.

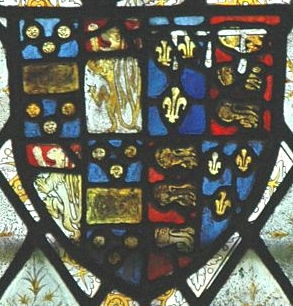
Iglesia de Santa María Virgen, Iffley, Oxfordshire, vidriera del siglo XV con las armas de John de la Pole, Duque de Suffolk (1442–1491/2), KG. Armas: por cuadrantes, 1.º y 4.º: Azure un fess entre tres caras de leopardo o (de la Pole, (aquí con seis caras de leopardo)); 2.º & 3.º: Argent, un jefe gules sobre todo un león rampante con doble cola o (Burghersh de Ewelme); Impaling las armas reales de Inglaterra con etiqueta de tres puntos argent, las armas de su 2.ª mujer Elizabeth de York. Cresta: Un Saracen cabeza gules, barba y oro de cabello, con un jewelled fillet sobre el brows

Pese a que Suffolk obtenía mínimos beneficios del nuevo régimen, disfrutaba de gran protagonismo en las ceremonias oficiales importantes, desde la boda real de 1465 boda real a torneos como el de Lord Scales y el Bastardo de Borgoña en 1467. Por esta época, las relaciones del rey con el poderoso conde de Warwick se habían deteriorado hasta el punto de que el conde estaba fomentando una rebelión contra Eduardo. Suffolk se mantuvo leal a su cuñado, y no parece haber tomado parte en la disputa Neville/Woodville que ocupó gran parte de la segunda mitad de la década. Suffolk participó en la Batalla de Empingham en 1470 y particularmente ayudó al rey a aplastar la Rebelión de Lincolnshire ese mismo año. Eduardo fue posteriormente forzado a exiliarse, y Suffolk parece no haber contado con la confianza del nuevo gobierno lancastriano, posiblemente porque  rechazó acudir a Londres a conocer al canciller, incluso si parece haber llegado rápidamente a acuerdos con el nuevo gobierno personalmente. Su mujer mantuvo el contacto con sus hermanos exiliados en Borgoña. Cuando Eduardo IV regresó a Inglaterra en Mazo de 1471, de la Pole se unió a él en la campaña, en la que Eduardo recuperó su trono. Así Suffolk también participó en las batallas de Barnet (en la que murió Warwick) y Tewkesbury (en la que la Casa de York finalmente aplastó a los restos del ejército de Lancaster).
Tras Tewkesbury, Suffolk recibió las propiedades del vizconde Fracis Lovell, aún menor de edad durante su minoría, y pudo haber recibido la custodia de la exreina Lancastriana, Margarita de Anjou, en 1472, ya que Margaret permaneció recluida en Wallingford y posteriormente en Ewelme. Esto vino acompañado por numeroso otros cargos y promociones, ninguno de los cuales era lucrativo. En 1472 fue nombrado Gran Mayordomo de la Universidad de Oxford y al año siguiente Caballero de la Jarretera. Fue también el Lugarteniente real en Irlanda (en siglos posteriores el cargo recibiría el nombre de Lord Teniente de Irlanda) entre marzo y julio de 1478 (pese a que probablemente nunca tomó el cargo en persona). De hecho, tan poco mejoró su situación financiera, que en el primer parlamento después del regreso de Eduardo del exilio—en 1471—Suffolk rechazó la convocatoria para asistir al parlamento, ya que se veía incapaz de mantener el status y el séquito de un duque real en Londres. Con la excepción de las propiedades de Lovell, Suffolk no recibió concesiones importantes, en comparación con los hermanos de Eduardo, Jorge, duque de Clarence y Richard, Duque de Gloucester, e incluso que los cuñados Woodville del rey. La pobreza continuada de Suffolk queda reflejada en el hecho de que, aunque participó nuevamente en la campaña francesa de 1475 de Eduardo IV(posiblemente en su único viaje al extranjero), solo pudo pertrechar unos cuarenta hombres de armas y 300 arqueros. Michael Hicks remarca que, como aportación, esto "se queda corto de las de otros duques reales". Poco después de su regreso de Francia su madre, la Duquesa Alice, murió; ciertamente el 15 de agosto de 1476, cuando John finalmente tomó posesión de las  tierras, y por extensión, finalmente, de todas sus propiedades. Fue enterrada en Ewelme, Oxfordshire en un "monumento de alabastro impresionante".

### Bajo Ricardo III y Enrique VII
Edward IV murió repentinamente en abril de 1483, dejando a su hijo, Eduardo como heredero y al Duque de Gloucester como Lord Protector del nuevo rey y del país. Pese a haber sido convocado al parlamento de enero de 1483, es improbable que Suffolk alcanzara la corte a tiempo. Tampoco asistió al funeral y al entierro del rey. En julio, el joven rey había sido declarado ilegítimo; Suffolk estaba en Westminster el 26 de junio de 1483 cuándo Gloucester reclamó el trono, y portó el cetro real en la coronación de Ricardo. El hijo de Suffolk, el Conde de Lincoln, fue nombrado heredero al trono de Ricardo III cuando el propio hijo del rey, Eduardo de Middleham murió en 1484. Aun así, Suffolk perdió el título de Condestable de Wallinford y el los Hundreds de Chiltern con Lovell. De hecho, Suffolk parece no haber sido más favorecido por Ricardo de lo que lo había sido por Eduardo. En diciembre de 1483 Suffolk fue convocado al parlamento que confirmó el derecho de Ricardo III al trono, y al año siguiente  emprendió las comisiones de array en Norfolk y Suffolk, y entró a formar parte del  oyer y terminer que condenó las traiciones de William Collingbourne en Londres.
En agosto de 1485, el sobrino de Suffolk por matrimonio, Enrique Tudor, invadió Inglaterra. El duque, como mucho de sus pares, no participó en la Batalla de Bosworth, a diferencia de Lincoln, que luchó por el rey. Ninguno fue sancionado por sus actuaciones bajo los regímenes anteriores. De hecho, Suffolk recuperó Wallingford casi inmediatamente (ya que  Lovell había sido embargado después de Bosworth), y jugó una función activa en el primer parlamento de Enrique VII. En octubre de 1485, de la Pole reclutó tropas contra los rebeldes de Norfolk que habían sido "asociados" con los Escoceses. Al año siguiente, Lincoln participó en la rebelión de Lambert Simnel, posiblemente con la intención de reclamar el trono. Enfrentado al ejército de Enrique en Stoke Field, Lincoln murió en la lucha. Poco después de que la ascensión de Enrique, Suffolk, con el resto de la nobleza, fue forzado a suscribir un dictado real para no reclutar ejércitos. De vuelta en Anglia Oriental, sin embargo, Suffolk continuó reclutando tropas contra aquellos que él consideraba estaban en posesión de mansiones de su propiedad.

## Últimos años y muerte
Pese a  la rebelión y muerte en batalla contra el rey de su hijo y heredero, el duque no parece para haber perdido la confianza de Enrique. Volvió a ser nombrado trier en el parlamento de 1487, y reclutó hombres para la expedición de Enrique del año siguiente. Por la misma época, volvió a perder el título de condestable de Wallingford otra vez. Pese a que Suffolk no perdió realmente gran cosa bajo Enrique Tudor, sus herederos iban a sufrir. En el parlamento de 1487, Lincoln fue desposeído por traición; Suffolk conservó sus tierras y también aquellas que había concedido a Lincoln; pero estas solo durante su vida, ya que a su muerte revertirían a la corona. Aunque Suffolk parece estar vivo aún el 14 de mayo de 1492, había muerto seis días más tarde. Fue enterrado, llevando el manto de la Orden de la Jarretera, en la universidad que fundó en Wingfield en Suffolk en una espléndida. Sus cabeza descansa en un casco rematado por la cresta Saracen familiar de la Pole . Elizabeth, que murió más tarde, fue enterrada a su lado.

## Hijos
Tuvo once hijos conocidos, todos con Elizabeth:
- Su primogénito y heredero, John, Conde de Lincoln (c. 1462–16 de junio de 1487), finalmente, debido a la muerte del hijo de Ricardo III, se convirtió en heredero al trono de su tío materno.[19] Tras la muerte de Richard en Bosworth, Lincoln se rebeló contra el rey nuevo Enrique VII, y murió en la Batalla de Stoke.[20]
- Geoffrey, nacido circa 1464, murió joven.[21]
- Edward (1466–1485) se unió la iglesia y llegó a ser Archidiácono de Richmond.[22]
- Elizabeth (c. 1468–1489), casada con Henry Lovel, Barón Morley.[23]
- Edmund de la Pole (1471–30 de abril de 1513), que heredó el ducado tras negociar con el rey el pago una suma sustancial.[24][8] Finalmente fue pretendiente Yorkista a la corona por lo que fue decapitado por Enrique VIII.[25]
- Dorothy, nacida en 1472, muerta joven
- Humphrey (1474–1513) tomó las Órdenes Santas,
- Anne (1476–1495) monja.[23][23]
- Katherine (c. 1477–1513), casada con William, Barón Stourton.[26]

Los dos hijos más jóvenes de John parecen haber estado implicados en un complot contra Enrique VII descubierta en 1501
- Sir William de la Pole, de Wingfield Castle (1478–1539) fue encarcelado en la Torre de Londres, treinta y siete años.[27] Antes de esto, se había casado con Katherine Stourton.[28]
- Richard de la Pole (1480–1525), consiguió huir a Francia tras el descubrimiento del complot. Participó en las campañas francesas durante las Guerras italianas, murió en la Batalla de Pavia, 24 de febrero de 1525.[29]